# عصوية رقيقة
العصوية الرقيقة (باللاتينية: Bacillus subtilis) نوع من بكتريا إيجابية الغرام وموجبة الكتالاز تتواجد في التربة. تتبع للجنس عصوية. العصوية الرقيقة لديها القدرة على تكوين بوغ داخلي صلب واقٍ يسمح لها بتحمل الظروف البيئية غير الملائمة.